# José Miguel Antúnez
José Miguel Antúnez, né le 21 février 1967, à Madrid, en Espagne, est un ancien joueur espagnol de basket-ball. Il évolue durant sa carrière au poste de meneur.

## Palmarès
- 3e du championnat d'Europe 1991
- Champion d'Espagne 1993, 1994
- Euroligue 1995
- Coupe Saporta 1992, 1997